# Crnomasnica
Crnomasnica (kyrillisch Црномасница) ist ein Dorf in der Opština Negotin und im Bezirk Bor in Serbien.

## Geschichte
Über die Zeit vor dem Jahr 1919 existieren keine schriftlichen Aufzeichnungen oder Erwähnungen über dieses Dorf.
Bis zum Jahre 1919 war Crnomasnica unter bulgarischer Besetzung. Danach wurde das Dorf, sowie der Rest dieser Region an das Königreich der Slowenen, Kroaten und Serben (Jugoslawien) angegliedert.

## Kirche Hl. Prophet Jeremias
Im Dorf wird die Serbisch-orthodoxe Kirche, geweiht dem Hl. Prophet Jeremias erbaut. Die Fundamente der Kirche weihte der Eparch Ilarion (Golubović) der Eparchie Timok am 16. September 2014 ein. Die Kirche gehört zur Eparchie Timok der Serbisch-orthodoxen Kirche und ist das erste gebaute Gotteshaus im Dorf.

## Einwohner
Laut Volkszählung 2002 gab es 272 Einwohner in Crnomasnica.
Weitere Volkszählungen:
- 1948: 719
- 1953: 715
- 1961: 724
- 1971: 630
- 1981: 565
- 1991: 426